# Esqui alpino nos Jogos Olímpicos de Inverno de 2014 - Downhill feminino
O downhill feminino nos Jogos Olímpicos de Inverno de 2014 foi disputado no Centro Alpino Rosa Khutor, na Clareira Vermelha, em Sóchi no dia 13 de fevereiro de 2014.

## Medalhistas
| Ouro   | SLO Tina Maze SUI Dominique Gisin |
| Bronze | SUI Lara Gut                      |

## Resultados
| Pos.              | Bib | Atleta                            | Tempo   | Diferençaa |
| ----------------- | --- | --------------------------------- | ------- | ---------- |
| Medalha de ouro   | 21  | SLO Tina Maze                     | 1:41.57 |            |
| Medalha de ouro   | 8   | SUI Dominique Gisin               | 1:41.57 |            |
| Medalha de bronze | 18  | SUI Lara Gut                      | 1:41.67 | +0.10      |
| 4                 | 9   | ITA Daniela Merighetti            | 1:41.84 | +0.27      |
| 5                 | 1   | SUI Fabienne Suter                | 1:41.94 | +0.37      |
| 6                 | 26  | NOR Lotte Smiseth Sejersted       | 1:42.01 | +0.44      |
| 7                 | 25  | HUN Edit Miklós                   | 1:42.28 | +0.71      |
| 8                 | 12  | USA Julia Mancuso                 | 1:42.56 | +0.99      |
| 9                 | 5   | AUT Nicole Hosp                   | 1:42.62 | +1.05      |
| 10                | 27  | SLO Ilka Štuhec                   | 1:42.65 | +1.08      |
| 11                | 7   | USA Laurenne Ross                 | 1:42.68 | +1.11      |
| 12                | 11  | ITA Elena Fanchini                | 1:42.70 | +1.13      |
| 13                | 20  | GER Maria Höfl-Riesch             | 1:42.74 | +1.17      |
| 14                | 23  | ITA Verena Stuffer                | 1:42.75 | +1.18      |
| 15                | 3   | GER Viktoria Rebensburg           | 1:42.76 | +1.19      |
| 16                | 19  | AUT Elisabeth Görgl               | 1:42.82 | +1.25      |
| 17                | 10  | USA Stacey Cook                   | 1:43.05 | +1.48      |
| 18                | 6   | SLO Maruša Ferk                   | 1:43.24 | +1.67      |
| 19                | 35  | GBR Chemmy Alcott                 | 1:43.43 | +1.86      |
| 20                | 28  | CAN Larisa Yurkiw                 | 1:43.46 | +1.89      |
| 21                | 29  | CZE Klára Křížová                 | 1:43.47 | +1.90      |
| 22                | 30  | ITA Nadia Fanchini                | 1:43.48 | +1.91      |
| 23                | 13  | SWE Kajsa Kling                   | 1:43.69 | +2.12      |
| 24                | 14  | AUT Cornelia Hütter               | 1:43.82 | +2.25      |
| 25                | 34  | SWE Sara Hector                   | 1:44.23 | +2.66      |
| 26                | 2   | USA Jacqueline Wiles              | 1:44.35 | +2.78      |
| 27                | 24  | NOR Ragnhild Mowinckel            | 1:44.43 | +2.86      |
| 28                | 32  | RUS Elena Yakovishina             | 1:44.45 | +2.88      |
| 29                | 37  | AUS Greta Small                   | 1:44.79 | +3.22      |
| 30                | 31  | RUS Maria Bedareva                | 1:45.29 | +3.72      |
| 31                | 42  | SVK Kristina Saalová              | 1:45.98 | +4.41      |
| 32                | 38  | ARG Macarena Simari Birkner       | 1:46.44 | +4.87      |
| 33                | 36  | POL Karolina Chrapek              | 1:46.90 | +5.33      |
| 34                | 40  | CHI Noelle Barahona               | 1:49.70 | +8.13      |
| 35                | 41  | HUN Anna Berecz                   | 1:50.97 | +9.40      |
| 36                | 16  | LIE Tina Weirather                | DNS     |            |
| 36                | 4   | FRA Marie Marchand-Arvier         | DNF     |            |
| 36                | 15  | ESP Carolina Ruiz Castillo        | DNF     |            |
| 36                | 17  | SUI Marianne Kaufmann-Abderhalden | DNF     |            |
| 36                | 22  | AUT Anna Fenninger                | DNF     |            |
| 36                | 33  | MON Alexandra Coletti             | DNF     |            |
| 36                | 39  | ROU Ania Monica Caill             | DNF     |            |

Legenda
| Recorde mundial      | Recorde mundial (World record)               |                       | Recorde africano                      | Recorde africano (African) |                                           | Q | Classificado por posição (Qualified) |
| Recorde olímpico     | Recorde olímpico (Olympic record)            | Recorde da América    | Recorde da América (Americas)         | q                          | Classificado por melhor tempo (Qualified) |   |                                      |
| Melhor marca do ano  | Melhor marca do ano (World leading)          | Recorde asiático      | Recorde asiático (Asian)              | DNS                        | Não largou (Did not start)                |   |                                      |
| Recorde nacional     | Recorde nacional (National record)           | Recorde europeu       | Recorde europeu (European)            | DNF                        | Não terminou (Did not finish)             |   |                                      |
| Recorde pessoal      | Recorde pessoal do atleta (Personal best)    | Recorde da Oceania    | Recorde da Oceania (Oceania)          | DSQ / DQ                   | Desclassificado (Disqualified)            |   |                                      |
| Recorde da temporada | Recorde da temporada do atleta (Season best) | Recorde sul-americano | Recorde sul-americano (South America) | NM                         | Sem marca (No mark)                       |   |                                      |